# Efraim Rosenius
Per Efraim Rosenius, född 11 juli 1855 i Stockholm, död där 13 oktober 1932, var en svensk journalist.

## Biografi
Efraim Rosenius var son till Carl Olof Rosenius. Han avlade mogenhetsexamen som privatist i Örebro 1875 och bedrev studier vid Uppsala universitet 1875–1880. Han ägnade sig därefter åt journalistik och var 1883–1889 och 1892–1904 riksdagsreferent åt olika tidningar, bland annat Aftonbladet och Dagens Nyheter. 1884–1885 var han medarbetare i den av Klas Pontus Arnoldson utgivna tidningenTiden och 1889–1892 redaktör för Eskilstuna-Posten och Katrineholms Tidningens. Rosenius var därefter bosatt i Stockholm men arbetade främst i landsortstidningar, bland annat med sin under signaturen R-s-s publicerade veckokorrespondens Från Birger Jarls stad. på vilken flera frisinnade och liberala tidningar abonnerade. Han behandlade där såväl politik som händelser inom den litterära och konstnärliga världen. Från 1905 skrev han även riksdagskorrespondenser, utformade som en serie porträtt över riksdagsmännen. I övrigt publicerade han ett stort antal kåserier, resebrev och skönlitterära bidrag i olika svenska och finska tidningar, varjämte han redigerade en spalt för schackproblem i Dagens Nyheter. Rosenius var politiskt frisinnad och stod bland annat Karl Staaff nära. Hans intima förbindelser inom den politiska världen gjorde hans korrespondenser särskilt uppmärksammade. Det utmärktes av ett sobert språk och måttfullt avvägda omdömen. I bokform utgav Rosenius Satir och skämt på vers (1902).